# Ларссон, Джордан
Карл Хе́нрик Джо́рдан Ла́рссон (швед. Karl Henrik Jordan Larsson; род. 20 июня 1997, Роттердам, Южная Голландия) — шведский футболист, нападающий клуба «Копенгаген».

## Клубная карьера

### Ранние годы
Был назван в честь знаменитого баскетболиста Майкла Джордана, поклонником которого является его отец Хенрик. Сам себя он называет Джордан, хотя по правилам шведского языка его имя должно было бы читаться как Йордан. Начал заниматься футболом в академии испанской «Барселоны», в то время когда его отец играл за клуб с 2004 по 2006 года. В 2006 году вместе с отцом ушёл из «Барселоны» и перебрался на родину, где стал получать футбольное образование в академии «Хёгаборга». В 2012 году был переведён в первую команду «Хёгаборга», которая выступала во втором дивизионе шведского футбола, в четвёртом по значимости уровне лиги, где и начал свою карьеру. В 2013 году в матче с «Тенхультом» в концовке встречи был заменён на своего 42-летнего отца Хенрика. В январе 2014 года появилась информация о интересе «Манчестер Юнайтед» к Ларссону и возможного перехода в академию «красных».

### «Хельсингборг»
В 2014 году стал футболистом «Хельсингборга», который выступал в высшей шведской лиге. Дебют молодого игрока состоялся 27 июля 2014 года во встрече с «Эребру» (1:1), в этом матче вышел на замену на 73-й минуте матча. Всего в дебютном сезоне провёл одиннадцать матчей в чемпионате, не отличившись забитыми мячами. В сезоне 2015, когда клуб возглавил его отец, начал регулярно играть в стартовом составе и провёл 24 матча из 25 выходя с первых минут. 6 июня 2015 года забил свой первый мяч за «Хельсингборг» в матче 13-го тура чемпионата Швеции против «Отвидаберга» (3:0). 19 июля 2015 года сделал «дубль» в домашней встрече 16-го тура чемпионата Швеции против АИК (3:1). В сезоне 2016 Ларссон провёл 27 матчей и забил 7 мячей. В ноябре 2016 года, после того, когда «Хельсинборг» не смог сохранить прописку в элите, Ларссон подвергся нападению со стороны болельщиков клуба. Всего за «Хельсингборг» во всех турнирах провёл 75 матчей и забил 18 мячей.

### НЕК
2 января 2017 года перешёл в клуб голландской Эредивизи НЕК, заключив контракт на 4,5 года — до лета 2021 года. Дебютировал за НЕК 15 января 2017 года в гостевом матче 18-го тура чемпионата Нидерландов против «Виллема II» (1:0), выйдя на замену на 59-й минуте матча вместо Кевина Меи. В сезоне 2016/17 провёл всего 8 матчей, не отличившись результативными действиями, также НЕК не смог сохранить прописку в Эредивизи. 18 августа 2017 года забил свои первые мячи за НЕК, сделав «дубль» в домашнем матче 1-го тура Эрстедивизи против «Алмере Сити» (3:1). В сезоне 2017/18 провёл за НЕК 13 матчей, в которых забил 4 мяча. Всего за НЕК во всех турнирах провёл 24 матча и забил 4 мяча.

### «Норрчёпинг»
Не сумев закрепиться в НЕК, 2 января 2018 года Ларссон вернулся в Швецию, став футболистом «Норрчёпинга», подписав с клубом трёхлетний контракт. Дебютировал за «Норрчёпинг» 2 апреля 2018 года в матче 1-го тура чемпионата Швеции против «Броммапойкарна» (2:1), в этом матче вышел в стартовом составе и на 75-й минуте встречи был заменён на Арнора Сигурдссона. Первый мяч за «Норрчёпинг» забил 15 апреля 2018 года в матче 3-го тура чемпионата Швеции против «Кальмара» (3:1) на 93-й минуте матча. В сезоне 2018 провёл 26 матчей, обычно выходя на замену по ходу матчей и забил 1 мяч. Начиная со своего второго сезона за клуб, Джордан начал регулярно выходить в стартовом составе и забивать, на момент ухода из клуба он возглавляя бомбардирскую гонку чемпионата Швеции с 11 мячами. В сезоне 2019 провёл 16 матчей, в которых забил 11 мячей. Всего за «Норрчёпинг» во всех турнирах провёл 46 матчей и забил 13 мячей.

### «Спартак» (Москва)

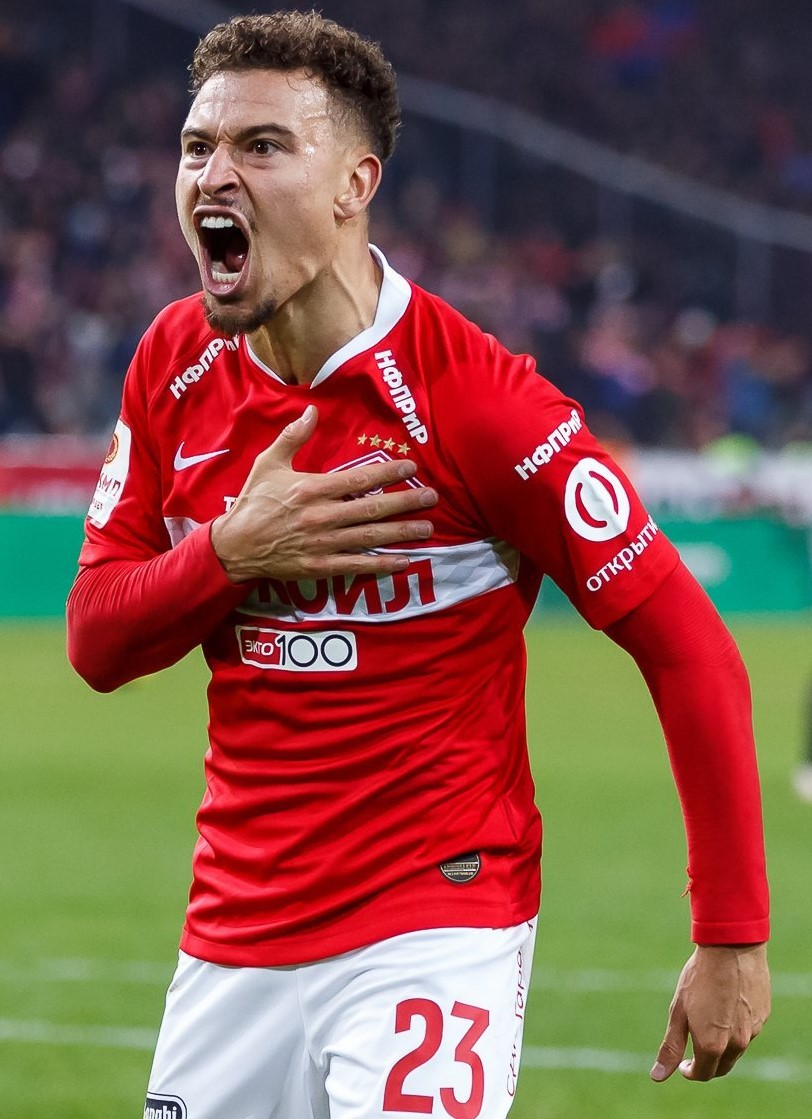
Ларссон празднует гол в ворота ЦСКА 4 марта 2020 года

2 августа 2019 года стал футболистом московского «Спартака». Сумма трансфера составила 4 миллиона евро, контракт был подписан на 4 года. Ларссон стал вторым шведским футболистом в истории «Спартака» после Кима Чельстрёма. 11 августа 2019 года в 5-м туре чемпионата России дебютировал за «Спартак» в матче против грозненского «Ахмата» (3:1), в этом матче вышел в стартовом составе и провёл на поле 89 минут.

#### Сезон 2019/20
25 августа 2019 года в гостевом матче 7-го тура чемпионата России забил свой первый мяч за «Спартак», поразив ворота самарских «Крыльев Советов» (2:1). 27 октября в матче 14-го тура чемпионата России в дерби с московским «Локомотивом» (3:0) вышел на замену на 55-й минуте вместо Андре Шюррле и после чего оформил «дубль» с передач Зелимхана Бакаева и тем самым помог своей команде победить. 31 октября оформил «дубль» в матче 1/8 кубка России против «Ростова» (2:1) и тем самым помог своей команде пройти дальше. В ноябре 2019 года был признан болельщиками «Спартака» лучшим игроком месяца.
4 марта 2020 года в матче 1/4 финала кубка России против ЦСКА (3:2) вышел на замену на 74-й минуте матча и на 107-й минуте, когда команда находилась в меньшинстве после удаления Эсекьеля Понсе, забил победный мяч с передачи вратаря Александра Максименко. Всего в сезоне 2019/20 провёл за «Спартак» 30 матчей (26 в РПЛ и четыре в Кубке России), забил 10 мячей (семь в РПЛ и три в Кубке России) и отдал три голевые передачи в РПЛ.

#### Сезон 2020/21
Перед началом сезона 2020/21 Ларссон сменил свой 23-й игровой номер, под которым он выступал в прошлом сезоне в честь Майкла Джордана на 11-й. 9 августа 2020 года в домашнем матче 1-го тура чемпионата России против «Сочи» (2:2) на 10-й минуте с передачи Зелимхана Бакаева забил свой первый мяч в сезоне. 5 декабря 2020 года в домашнем матче 17-го тура против «Тамбова» (5:1) на 27-й минуте забил мяч с передачи Алекса Крала, а на 83-й минуте сделал «дубль» с передачи Айртона и по итогам матча был признан лучшим игроком.
7 марта 2021 года в домашнем матче 21-го тура чемпионата России против «Краснодара» (6:1) на 63-й минуте с передачи Наиля Умярова забил мяч, а на 82-й минуте забил второй мяч. 18 марта 2021 года в домашнем матче 23-го тура чемпионата России против «Урала» (5:1) на 12-й минуте забил мяч дальним ударом с передачи Романа Зобнина, а на 57-й минуте реализовал штрафной удар, тем самым сделал дубль в этой встрече, а по итогу матча был признан лучшим игроком. 25 апреля 2021 года в домашнем матче 27-го тура чемпионата России против московского ЦСКА (1:0) на 52-й минуте забил мяч и тем самым принёс своей команде победу в дерби, а также был признан лучшим игроком матча. 10 мая 2021 года в домашнем матче 29-го тура чемпионата России против «Химок» (2:1) на 54-й минуте заработал пенальти, а на 89-й минуте с передачи Александра Соболева забил мяч, тем самым помог красно-белым одержать победу. Мяч в ворота подмосковного клуба стал лучшим голом в 29-м туре РПЛ.
Всего в сезоне 2020/21 провёл 30 матчей (29 в чемпионате и один в Кубке России), в которых забил 15 мячей (все — в чемпионате) и сделал пять голевых передач (все — в чемпионате). По итогам сезона, завоевал со «Спартаком» серебряные медали чемпионата. По итогам сезона Ларссон был признан болельщиками «Спартака» игроком года и получил призы «Золотого кабана» и «Золотого гладиатора».

#### Сезон 2021/22
Свой первый мяч в сезоне 2021/22 забил 20 октября 2021 года в домашнем матче 3-го тура Лиги Европы против «Лестера» (3:4) на 44-й минуте. Второй — 2 марта 2022 года в домашнем матче 1/8 финала Кубка России против «Кубани» (6:1), где пробил обводящим ударом из-за штрафной зоны. Всего в сезоне 2021/22 провёл за «Спартак» 23 матча во всех турнирах и забил два мяча. Этот сезон получился для Ларссона крайне провальным, он не забил ни одного мяча в чемпионате России.
4 апреля 2022 года приостановил контракт со «Спартаком» до 30 июня 2022 года и перешёл в АИК. Дебютировал за клуб 10 апреля 2022 года в матче 2-го тура чемпионата Швеции против «Норрчёпинга» (1:0), в котором отдал голевую передачу. Первый мяч за АИК забил 1 мая 2022 года в матче 6-го тура чемпионата Швеции против «Сундсвалля» (2:0). 27 июня 2022 года расторг трудовой договор со «Спартаком» по соглашению сторон. Всего за клуб с 2019 по 2022 год провёл 83 матча и забил 27 мячей.

### «Шальке 04» и «Копенгаген»
5 августа 2022 года на правах свободного агента перешёл в немецкий «Шальке 04», заключив контракт до конца сезона 2024/25. В новом клубе стал выступать под 7-м игровым номером. Дебютировал за клуб 13 августа 2022 года в матче 2-го тура чемпионата Германии против мёнхенгладбахской «Боруссии» (2:2), выйдя на 60-й минуте вместо Тобиаса Мора.
28 января 2023 года был отдан в аренду датскому «Копенгагену» до конца сезона 2022/23 с правом последующего выкупа. Дебютировал за клуб 19 февраля 2023 года в матче 18-го тура чемпионата Дании против «Силькеборга» (3:0), выйдя на 69-й минуте вместо Хаукона-Арнара Харальдссона. Первый мяч за «Копенгаген» забил 12 марта 2023 года в матче 21-го тура чемпионата Дании против «Хорсенса» (4:1) на 54-й минуте. 19 мая 2023 года вместе с клубом стал обладателем Кубка Дании, в финале был обыгран «Ольборг» (1:0).

## Карьера в сборной
С 2012 года выступал за юношеские и молодёжные сборные Швеции. В 2016 году был включён в предварительный список участников Олимпиады в Рио-де-Жанейро, но из-за противодействия своего клуба (у «Хельсингборга» был недостаток нападающих) не принял участие в турнире и был заменён на Вальмира Беришу.
7 января 2018 года дебютировал в составе национальной сборной Швеции в товарищеском матче против команды Эстонии. 9 января 2020 года забил свой первый мяч за сборную Швеции в товарищеском матче против сборной Молдавии (1:0).
18 мая 2021 года получил приглашение в национальную сборную для участия на Евро 2020.

## Личная жизнь
Отец Джордана, Хенрик — знаменитый футболист, сыгравший 106 матчей и забивший 37 мячей за сборную Швеции, считается одним из лучших шведских футболистов в истории.
27 июля 2021 года у Джордана и его невесты Бьянки родился сын Джейсон.

## Достижения

### Командные
«Норрчёпинг»
- Серебряный призёр чемпионата Швеции: 2018

«Спартак»
- Серебряный призёр чемпионата России: 2020/21[38]

«Копенгаген»
- Чемпион Дании (2): 2022/23, 2024/25
- Обладатель Кубка Дании: 2022/23

### Личные
- Лауреат национальной премии РФС «33 лучших игрока сезона»: 2020/21 (№ 2)[61].
- Обладатель премии болельщиков команды «Спартак» Москва — «Золотой кабан»: 2021[39].
- Обладатель премии болельщиков команды «Спартак» Москва — «Золотой гладиатор»: 2021[40].

## Статистика

### Клубная
| Выступление      | Выступление         | Выступление      | Лига | Лига | Кубки | Кубки | Еврокубки | Еврокубки | Прочие | Прочие | Итого | Итого |
| Клуб             | Лига                | Сезон            | Игры | Голы | Игры  | Голы  | Игры      | Голы      | Игры   | Голы   | Игры  | Голы  |
| ---------------- | ------------------- | ---------------- | ---- | ---- | ----- | ----- | --------- | --------- | ------ | ------ | ----- | ----- |
| Хёгаборг         | Дивизион 2 (Сёдра)  | 2012             | 10   | 5    | 0     | 0     | —         | —         | —      | —      | 10    | 5     |
| Хёгаборг         | Дивизион 2 (Вэстра) | 2013             | 19   | 6    | 0     | 0     | —         | —         | —      | —      | 19    | 6     |
| Хёгаборг         | Дивизион 2 (Вэстра) | 2014             | 14   | 1    | 0     | 0     | —         | —         | —      | —      | 14    | 1     |
| Хёгаборг         | Итого               | Итого            | 43   | 12   | 0     | 0     | —         | —         | —      | —      | 43    | 12    |
| Хельсингборг     | Аллсвенскан         | 2014             | 11   | 0    | 5     | 3     | —         | —         | —      | —      | 16    | 3     |
| Хельсингборг     | Аллсвенскан         | 2015             | 25   | 3    | 0     | 0     | —         | —         | —      | —      | 25    | 3     |
| Хельсингборг     | Аллсвенскан         | 2016             | 27   | 7    | 5     | 4     | —         | —         | 2      | 1      | 34    | 12    |
| Хельсингборг     | Итого               | Итого            | 63   | 10   | 10    | 7     | —         | —         | 2      | 1      | 75    | 18    |
| НЕК              | Эредивизи           | 2016/17          | 8    | 0    | 0     | 0     | —         | —         | 1      | 0      | 9     | 0     |
| НЕК              | Эрстедивизи         | 2017/18          | 13   | 4    | 2     | 0     | —         | —         | —      | —      | 15    | 4     |
| НЕК              | Итого               | Итого            | 21   | 4    | 2     | 0     | —         | —         | 1      | 0      | 24    | 4     |
| Норрчёпинг       | Аллсвенскан         | 2018             | 25   | 1    | 3     | 0     | —         | —         | —      | —      | 28    | 1     |
| Норрчёпинг       | Аллсвенскан         | 2019             | 16   | 11   | 0     | 0     | 2         | 1         | —      | —      | 18    | 12    |
| Норрчёпинг       | Итого               | Итого            | 41   | 12   | 3     | 0     | 2         | 1         | —      | —      | 46    | 13    |
| Спартак (Москва) | Премьер-лига        | 2019/20          | 26   | 7    | 4     | 3     | —         | —         | —      | —      | 30    | 10    |
| Спартак (Москва) | Премьер-лига        | 2020/21          | 29   | 15   | 1     | 0     | —         | —         | —      | —      | 30    | 15    |
| Спартак (Москва) | Премьер-лига        | 2021/22          | 17   | 0    | 1     | 1     | 5         | 1         | —      | —      | 23    | 2     |
| Спартак (Москва) | Итого               | Итого            | 72   | 22   | 6     | 4     | 5         | 1         | —      | —      | 83    | 27    |
| → АИК            | Аллсвенскан         | 2022             | 9    | 2    | —     | —     | —         | —         | —      | —      | 9     | 2     |
| → АИК            | Итого               | Итого            | 11   | 3    | —     | —     | —         | —         | —      | —      | 11    | 3     |
| Шальке 04        | Бундеслига          | 2022/23          | 11   | 0    | 1     | 0     | —         | —         | —      | —      | 12    | 0     |
| Шальке 04        | Итого               | Итого            | 11   | 0    | 1     | 0     | —         | —         | —      | —      | 12    | 0     |
| Копенгаген       | Суперлига           | → 2022/23        | 5    | 1    | 4     | 2     | —         | —         | 7      | 3      | 16    | 6     |
| Копенгаген       | Суперлига           | 2023/24          | 16   | 2    | 3     | 0     | 11        | 3         | 7      | 1      | 37    | 6     |
| Копенгаген       | Суперлига           | 2024/25          | 9    | 2    | 4     | 1     | 9         | 1         | 10     | 6      | 32    | 10    |
| Копенгаген       | Итого               | Итого            | 30   | 5    | 11    | 3     | 20        | 4         | 24     | 10     | 85    | 22    |
| Всего за карьеру | Всего за карьеру    | Всего за карьеру | 290  | 68   | 33    | 14    | 27        | 6         | 25     | 11     | 375   | 99    |

1. ↑  Матчи плей-офф чемпионатов Швеции, Нидерландов, Дании.

### Сборная
| Матчи Джордана Ларссона за сборную Швеции | Матчи Джордана Ларссона за сборную Швеции | Матчи Джордана Ларссона за сборную Швеции | Матчи Джордана Ларссона за сборную Швеции | Матчи Джордана Ларссона за сборную Швеции | Матчи Джордана Ларссона за сборную Швеции | Матчи Джордана Ларссона за сборную Швеции |
| №                                         | Дата                                      | Оппонент                                  | Счёт                                      | Голы                                      | Соревнование                              |                                           |
| ----------------------------------------- | ----------------------------------------- | ----------------------------------------- | ----------------------------------------- | ----------------------------------------- | ----------------------------------------- | ----------------------------------------- |
| 1                                         | 7 января 2018                             | Эстония                                   | 1:1                                       | —                                         | Товарищеский матч                         |                                           |
| 2                                         | 11 января 2018                            | Дания                                     | 1:0                                       | —                                         | Товарищеский матч                         |                                           |
| 3                                         | 9 января 2020                             | Молдова                                   | 1:0                                       | 1                                         | Товарищеский матч                         |                                           |
| 4                                         | 8 октября 2020                            | Россия                                    | 2:1                                       | —                                         | Товарищеский матч                         |                                           |
| 5                                         | 11 ноября 2020                            | Дания                                     | 0:2                                       | —                                         | Товарищеский матч                         |                                           |
| 6                                         | 29 мая 2021                               | Финляндия                                 | 2:0                                       | —                                         | Товарищеский матч                         |                                           |
| 7                                         | 5 сентября 2021                           | Узбекистан                                | 2:1                                       | —                                         | Товарищеский матч                         |                                           |

Итого: 7 матчей / 1 гол; 5 побед, 1 ничья, 1 поражение.